# Европейская кошка
Европейская короткошёрстная — порода короткошёрстных домашних кошек, которая была создана европейскими заводчиками и любителями котов в середине XX века.

## История происхождения
Европейская короткошёрстная кошка была выведена в результате целенаправленной племенной работы из обычной европейской домашней кошки. Разведением короткошёрстных кошек немецкие бридеры занимались ещё в начале XX века, отметив их отличные ловчие качества. Как пишет Н. Непомнящий в статье «Знакомая незнакомка» (журнал «Друг», 1994) «… в 1938 году на одной из первых международных выставок кошек в Берлине демонстрировался кот по кличке Вастль фон дер Колюнг. Владелец заявил его не только как серебристо-мраморного, но и как хорошо натасканного крысолова». Селекцией короткошёрстных кошек занимались также в Англии и Франции. В Англии особенно заинтересовались получением более массивной и приземистой кошки с большой круглой головой, укороченной мордочкой и густой шерстью, из которой позднее сформировалась порода британская короткошёрстная. Во Франции наиболее популярными были и остаются кошки голубых окрасов, которых французы назвали шартро, а в других странах они больше известны, как картузианские. Как пишет эксперт WCF международного класса по всем породам Ольга Сергеевна Миронова в статье «Подарок византийцев», «по типу они очень близки к британским кошкам, и даже проходят экспертизу в одном ринге во многих странах, но отличаются от британов прилегающей шерстью». В США на основе европейской короткошёрстной была выведена американская короткошёрстная, внешне очень похожая на европейскую короткошёрстную, но отличающаяся от той более крупным размером и большим разнообразием окрасов.
Целенаправленным разведением европейской короткошёрстной кошки первыми начали заниматься шведские, датские и норвежские селекционеры. В 1946 г. в Швеции под названием «шведская домашняя кошка» была зарегистрирована первая европейская короткошёрстная кошка. Фелинологические организации долго не выделяли этих животных в отдельную породу и на выставках судили их по стандартам, соответствующим стандартам современной британской короткошёрстной кошки, которая в то время называлась европейской короткошёрстной кошкой, в результате чего многие европейские короткошёрстные были исключены из разведения. Наконец, в 1981 г. в FIFe окончательно урегулировали этот вопрос, разделив эти две породы. В результате в 1982 г. европейская короткошёрстная была признана FIFe отдельной породой, и на неё был утверждён собственный стандарт. Изначально, эта сравнительно молодая порода была задумана, как наиболее близко напоминающая естественный внешний вид кошек, которые веками жили в сёлах и городах Северной Европы. Однако, длительное совместное разведение с британской короткошёрстной кошкой, на мой взгляд[прояснить], придало породе черты, свойственные последней, в то время как для придания вышеупомянутых черт британцам, последних целенаправленно скрещивали с персидскими кошками.
С появлением фелинологических клубов в Восточной Европе и России появились новые проблемы в связи с аборигенными короткошёрстными кошками из восточноевропейских стран. Об этом рассказала в статье о европейской короткошёрстной кошке, опубликованной в журнале «Друг», эксперт WCF международного класса по всем породам, кандидат биологических наук Инна Владимировна Шустрова: «С активным включением России в число стран фелинологической культуры положение с экспертизой ЕКШ усложнилось. С одной стороны, сразу после включения в систему фелинологии Восточной Европы возрос спектр изменчивости аборигенной короткошёрстной кошки, с другой — резко увеличилось число заводчиков. … Но Россия имеет не только европейскую, но и азиатскую территорию. Если аборигенные кошки Западной Сибири немногим отличаются от своих собратьев по ту сторону Уральских гор, то, например, дальневосточное поголовье тех же короткошёрстных кошек весьма специфично. Эти популяции в основном представлены особями более крупными и массивными, с головами, форма которых приближена к трапеции, а шерсть отличается плотным коротким подшерстком. Кем считать этих азиатских короткошёрстных кошек? В большинстве случаев их определяют как… европейских».
Для разрешения сложившейся ситуации, когда с одной стороны, людьми, далёкими от фелинологии, в качестве ЕКШ воспринимается любая короткошёрстная кошка из свободноживущих популяций Европы, а с другой, когда почти идентичные кошки встречаются не только на европейском континенте, другая крупная фелинологическая организация — Всемирная Федерация Кошек (WCF), приняв стандарт, не отличающийся от принятого в FIFe, но назвала породу «кельтская короткошёрстная». Вот как объясняет такое решение И. Шустрова: «Руководство WCF предприняло любопытную попытку разрешить если не реальное, то хотя бы терминологическое противоречие между происхождением животных и названием породы. Хотя в стандарте породы остались неизменными определения типа „хороших пропорций“ и „средней длины“, её новое название — кельтская — подчёркивало именно историческую общность происхождения кошек, впоследствии оказавшихся разбросанными не только по европейскому континенту». Хотя принятое WCF название породы не прижилось, такой подход к решению проблемы, прежде всего, подчеркнул, что речь идёт о чистопородных кошках, отвечающих всем современным представлениям о породистой кошке, а также позволяет заводчикам этой породы выполнять главное требование, предъявляемое к кошкам этой породы — сохранять естественный фенотип, отражающий отсутствие кроссов с другими породами кошек.
В России и других странах СНГ восприятие этой породы в качестве беспородной не претерпело изменений в последние десятилетия, о чём писал ещё Н. Непомнящий: «Как это ни парадоксально, но в нашей стране многие любители пренебрежительно относятся к европейским короткошёрстным кошкам. Вместе с тем, когда на выставке появляется короткошёрстная гостья из США, то ей оказывается внимания не меньше, чем иному персидскому гранду. На самом деле короткошёрстная кошки из Европы ничем не уступает американкам, не говоря о том, что по сути своей это очень близкие разновидности. Будем надеяться, что справедливость восторжествует и заводчики европейских короткошёрстных по праву появятся в списках победителя Best-in-Show».

## Окрасы ЕКШ
Как пишут А. Андреева и Н. Бабаева: «Сегодня по множеству цветовых форм ЕКШ могут соперничать с персидскими и восточными короткошёрстными кошками. Те любители, которые разводят ЕКШ, как правило, делают отличительной чертой своего питомника какой-нибудь редкий окрас: золотистый и серебристый тэбби, мраморный тэбби, белый и т. п.».
Европейские короткошёрстные кошки известны только естественных окрасов, то есть исторических окрасов северо-европейских домашних кошек.
Стандарты породы
Стандарт FIFE
Общий вид:
- европейскую короткошёрстную можно сравнить с таким типом домашней кошки, который развился естественным путём, то есть не был подвергнут специальному отбору
- предполагается, что идеальная европейская короткошёрстная кошка должна быть свободна от любой доли примесей других пород

Размер: от среднего размера до крупного
Голова:
Величина — достаточно большая
Форма — форма мордочки оставляет впечатление округлой, но длина мордочки немного больше её ширины
Лоб, череп
- лоб и череп слегка округлой формы

Щеки
- хорошо развиты

Нос
- прямой, средней длины, одинаковой ширины по всей длине
- отчётливый переход между носом и лбом отмечен небольшой впадиной между глазами

Подбородок
- сильный

Уши
Форма
- средней величины со слегка округлыми кончиками, возможны кисточки
- высота уха соответствует ширине у основания

Постав
- поставлены широко и почти вертикально

Глаза
Форма
- округлые, широко открытые; поставлены широко и под небольшим углом

Цвет
- цвет глаз должен быть однородным
- зелёный, янтарный, голубой
- разноглазие: один глаз голубой, а другой янтарный

Шея
- средней длины и мускулистая

Тело
Строение
- крепкое, сильное и мускулистое, но не слишком компактное
- грудная клетка круглая и хорошо развитая

Конечности
- крепкие и сильные, средней длины, равномерно сужающиеся к плотным круглым лапам

Лапы
- сильные и круглые

Хвост
- средней длины, скорее толстый у основания, постепенно сужающийся к округлому кончику

Шерсть
Структура
- короткая и густая, эластичная и блестящая

Цвет
- разновидности цвета приведены в нижеследующих таблицах

Примечания
- не допустимы разновидности окраса шерсти, которые являются результатом скрещивания с кошками других пород

Недостатки
Голова
- висящие защечные мешки

Недостатки, исключающие выдачу сертификата
Голова
- явный «стоп» на носу

Тело
- слишком компактное
- слишком изящное

Шерсть
- длинная шерсть
- свидетельствующая о межпородном скрещивании (гибридизации)

#### Признанные окрасы
| Окрас                                                                                    | Коды EMS                          |
| Белый                                                                                    | EUR w 61/62/63/64                 |
| Чёрный/голубой/красный/кремовый                                                          | EUR n/a/d/e                       |
| Чёрный/голубой черепаховый                                                               | EUR f/g                           |
| Чёрный/голубой/красный/кремовый/чёрный черепаховый/голубой черепаховый дымчатый          | EUR n/a/d/e/f/g s                 |
| Чёрный/голубой/красный/чёрный черепаховый/голубой черепаховый тэбби                      | EUR n/a/d/e/f/g 22/23/24          |
| Чёрный/голубой/красный/кремовый/чёрный черепаховый/голубой черепаховый серебристый тэбби | EUR n/a/d/e/f/g s 22/23/24        |
| Ван/арлекин/биколор                                                                      | EUR n/a/d/e/f/g 01/02 61/62/62/64 |
|                                                                                          | EUR n/a/d/e/f/g                   |

## Стандарт WCF
Кельтская (европейская короткошёрстная)
Тело
От среднего размера до крупного, крепкое, мускулистое, но не слишком компактное, а гибкое. Грудная клетка круглая, хорошо развитая. Крепкие сильные конечности средней длины, равномерно сужающиеся к плотным круглым лапам. Хвост средней длины, широкий у основания, слегка сужается к округлому кончику.
Голова
Широкий череп, длина которого чуть больше ширины, производит впечатление округлого. Нос прямой, средней длины, ровный по всей длине. Профиль с отчётливым переходом. Шея средней длины, мускулистая.
Уши
Средней величины со слегка округлыми кончиками. Возможны кисточки. Поставлены широко и почти вертикально. Высота уха почти равна его ширине у основания.
Глаза
Округлые, широко открытые, поставлены широко, под небольшим углом. Цвет глаз должен быть однородным и гармонировать с окрасом шерсти.
Шерсть
Короткая, густая, плотная, блестящая.
Окрасы
Не признаются следующие окрасы в любых комбинациях: шоколадный, лиловый, циннамон, фавн (в том числе тэбби, биколор, триколор), а также акромеланические окрасы. Все другие окрасы признаны. Описания находятся в списке окрасов.
Недостатки
Любые признаки скрещивания с другими породами. Кельтская (европейская) короткошёрстная кошка соответствует типу средней европейской домашней кошки, развивавшейся естественным путём, то есть без целенаправленного разведения. Считается, что идеальная кельтская кошка свободна от примесей других пород.